# Distrito de Camaná

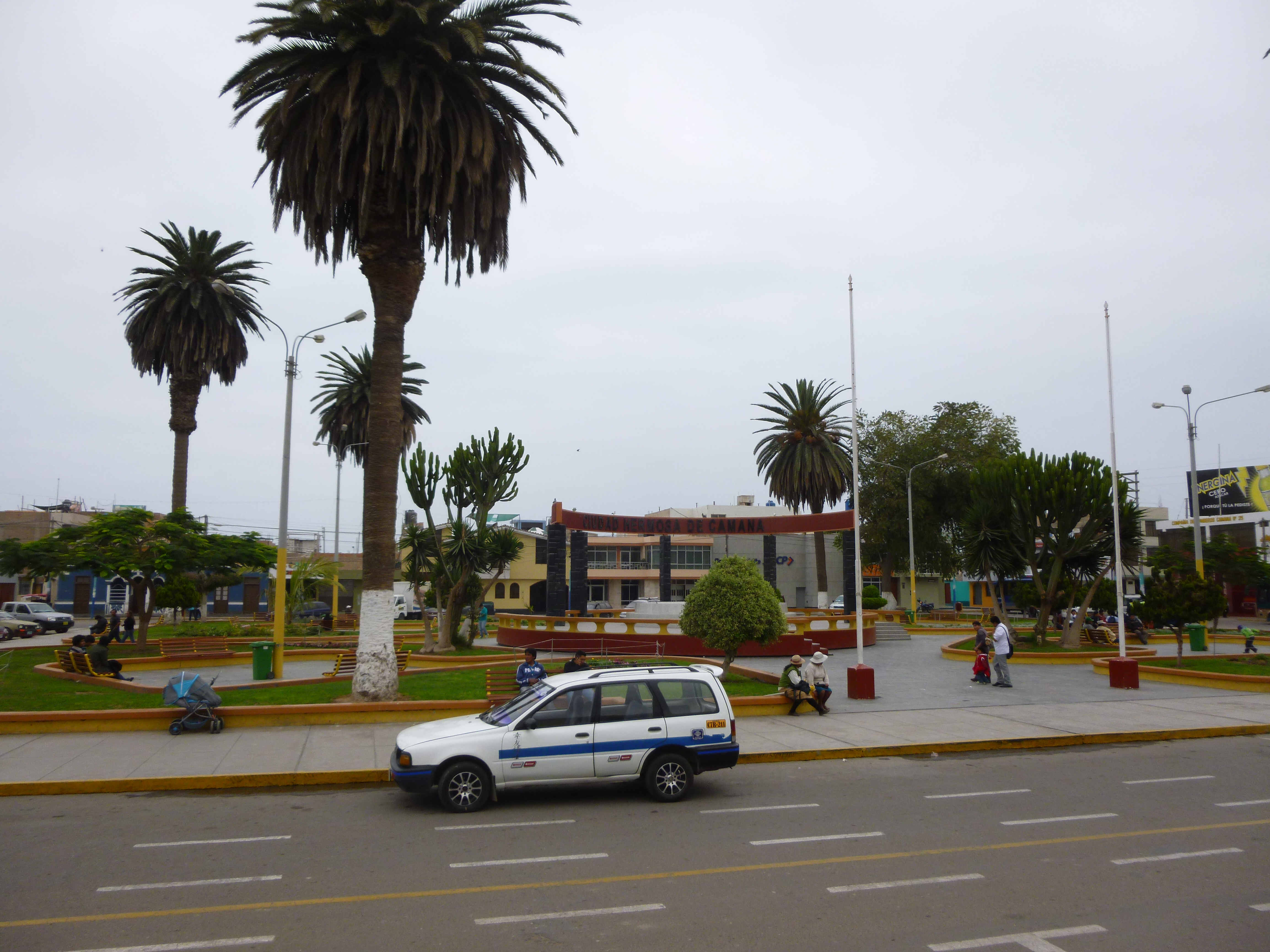
Plaza de la Villa Hermosa de Camaná

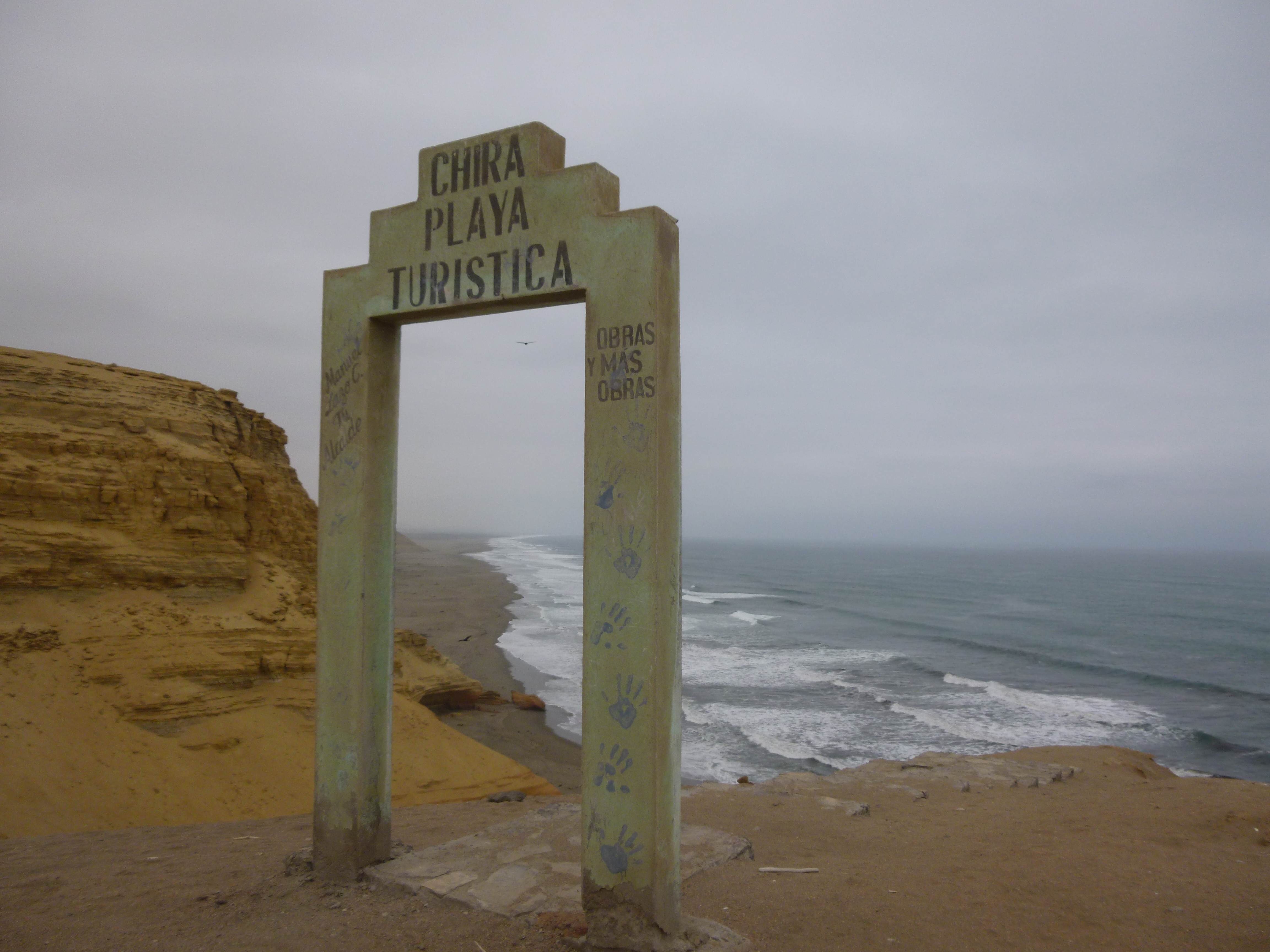
Playa Chira

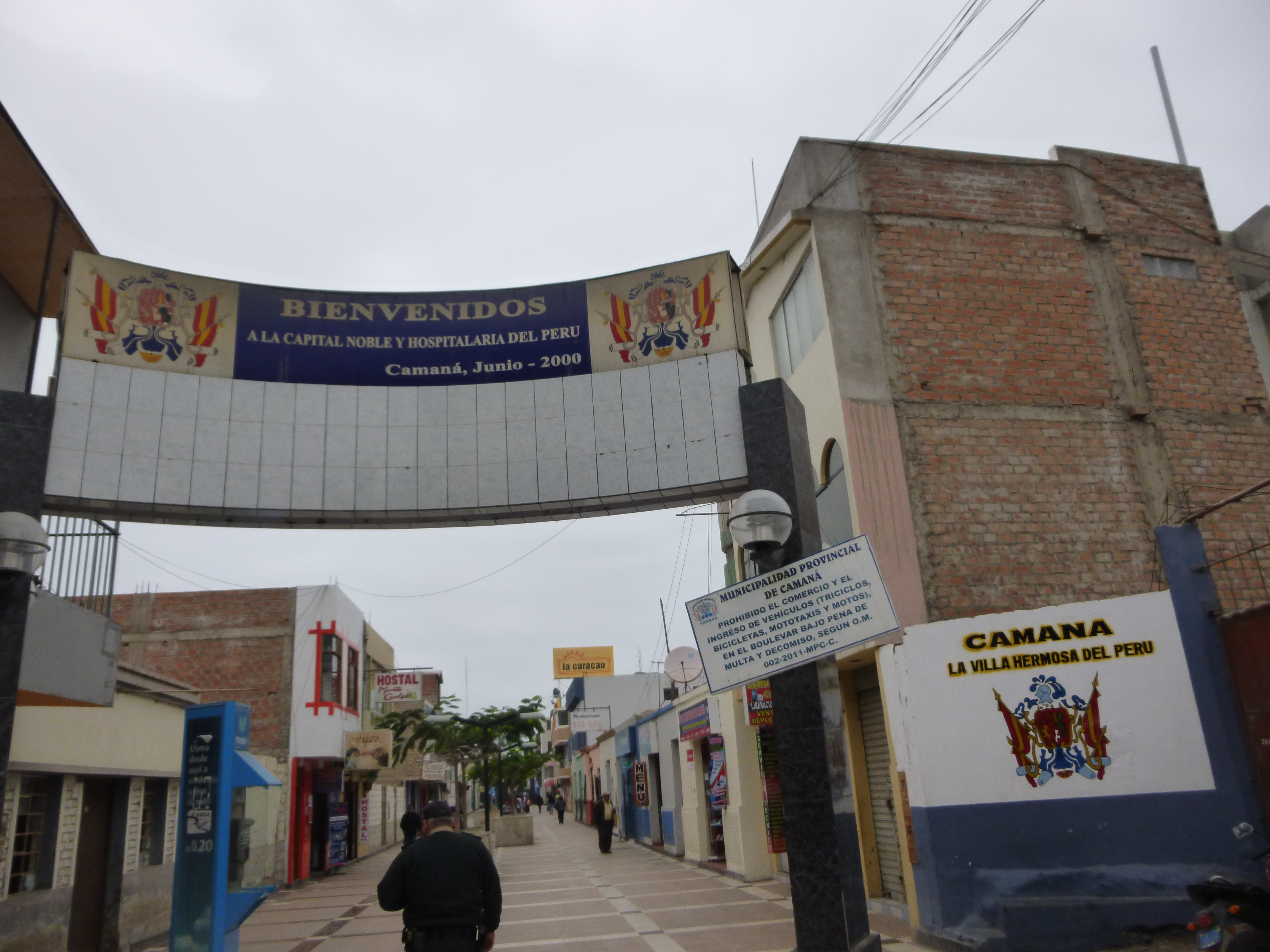
Boulevard de Camaná

El distrito de Camaná es uno de los ocho  distritos que conforman la provincia de Camaná en el departamento de Arequipa, bajo la administración del Gobierno regional de Arequipa, en el sur del Perú.
Desde el punto de vista jerárquico de la Iglesia católica forma parte de la Prelatura de Chuquibamba en la Arquidiócesis de Arequipa.

## Historia
El distrito fue creado en los primeros años de la República.

## Geografía
Se halla situado a orillas del Océano Pacífico a 15 m s. n. m. Pueblo pequeño, de más de 15 000 habitantes.

## Geología
Muy cerca en Punta Chira se encuentran Diapiros del tipo evaporitico (depósitos de Sal) adheridos a los estratos inferiores de la Playa, casi adyacentes a estos depósitos pasa el Basamento de la Costa evidenciando una importante concentración de Gneis.

## Autoridades

### Municipales
- 2011-2014[3]
  - Alcalde: Víctor Antonio Chávez de la Cadena, Movimiento Independiente Fuerza Arequipeña (FA).
  - Regidores: José Antonio Llamosas Ampuero (FA), Adriana Doris Luz Samalvides Dongo (FA), Marcelina Susana Cáceres Zegarra (FA), Concepción Israel Polo Riega Talavera (FA), Limber Fredy Ortiz García (FA), Jasson Alejandro Alvarado Chávez (FA), Gilbert Vicente Dávila Quispe (Frente Cívico Por Camaná), Elizabeth Candelaria Hau Riveros (Frente Cívico Por Camaná), Ernesto Aquilino Carnero Carnero (Alianza por Arequipa).

### Religiosas
- Obispo Prelado: Mons. Mario Busquets Jordá.

## Festividades
- Semana Santa.
- Señor de los Milagros.